# 达灵顿
達靈頓是一座位於英國達勒姆郡的集鎮，是達靈頓區中心，也是蒂斯河谷的一部份。鎮子位於蒂斯河支流斯克恩河旁。 該鎮的發展要追溯到維多利亞時代的當地貴格會教徒，當地有世界上第一條客運鐵路站達靈頓鐵路站（Stockton and Darlington Railway），它也是東海岸鐵道主幹線的主站臺之一。

## 歷史

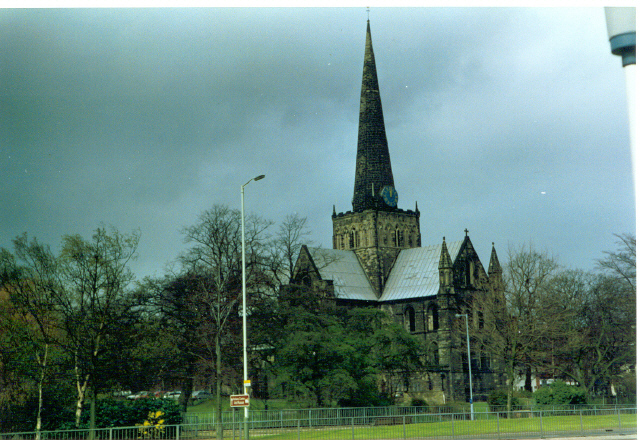
聖卡斯博特教堂

### 早期
達靈頓最早是一個盎格魯-撒克遜聚居地。 Darlington一詞來自盎格魯撒克遜語“Dearthington”，意即“Deornoth人聚居地”，這個部落的名稱在諾曼時代改為Derlinton。 17和18世紀該鎮一般稱作Darnton。 鎮中心的集市有著悠久的歷史，可以追溯到1183年。
丹尼爾·笛福曾說：此地以“漂白亞麻布出名，據我所知有些蘇格蘭的布匹也會專程帶到此處漂白”，但他也說這裡“除了骯髒沒什麼值得一提”。

### 19世紀
19世紀早期達靈頓還依舊是個小集鎮。 後來一些著名的貴格會教徒家族，例如皮斯（Pease）家族和巴克豪斯（Backhouse）家族開始發迹并帶動了當地的發展。達靈頓的地標鐘樓是工業約瑟夫·皮斯（Joseph Pease）在1864年贈給鎮上的禮物。 而當地的南方公園（South Park）則形成與1853年，由巴克豪斯家族自助建成。 當地的達靈頓自由博物館（Darlington Free Library）則由愛德華·皮斯資助建造于1884年。

## 姊妹鎮
達靈頓與以下地點是姊妹城市：
- 德国米爾海姆
- 法國亞眠[10][11]

## 外部連結
- 维基共享资源上的相關多媒體資源：达灵顿
- Darlington Borough Council （页面存档备份，存于）
- Statistics （页面存档备份，存于） about Darlington from the Office for National Statistics Census 2001
- Darlington Tourist Information
- Darlington Railway Centre & Museum （页面存档备份，存于）
- Historic Postcards of Darlington （页面存档备份，存于）